# Juan de la Cruz Vargas
Juan de la Cruz Vargas fue un jurisconsulto y político argentino.
Fue miembro del Congreso Constituyente convocado en 1824 que dio sanción a la Constitución Argentina de 1826.

## Biografía
Juan de la Cruz Vargas (o Bargas), nació en la ciudad de Mendoza ca 1770, hijo de Francisco de Vargas, Oficial de las Reales Cajas y de Nicolasa del Cerro Jurado.
Realizó sus estudios superiores en la Universidad de San Felipe, donde se graduó de licenciado en leyes el 13 de febrero de 1800.
Para 1803 se encontraba ya en su ciudad natal, donde junto a su hermano José Rafael Vargas y a Francisco Javier Molina y a Ventura Cabero controlaban el cabildo local: ese año el teniente coronel y comandante de las Milicias Urbanas de Mendoza Miguel Télles insistía con la realización de elecciones para la renovación anual de sus integrantes aunque suponía que «podría no resultar elección legal» ya que «...por ser hermanos el Regidor Juan de la Cruz Vargas, y el Alguacil Mayor Rafael Vargas, y primos hermanos los Regidores Francisco Xavier Molina, y Bentura Cabero (...) es fácil que se defectúe la elección» por cuanto «...los dos hermanos pueden sufragar al contesto de los dos primos, y estos al de los hermanos, recompensándose mutuamente, sin que el quinto vocal pueda hacer oposición».
En 1806 casó con Rita Corvalan y Martínez de Rozas, con quien tuvo al menos tres hijos: José y Blas Vargas Corvalan.
En 1808 se trasladó a Asunción del Paraguay para instalar una casa comercial. Allí vendía vinos y frutas secas que traía de Mendoza y adquiría yerba mate y tabaco que enviaba para comercializar en su provincia.
En 1811 delató a los patriotas que liderados por Fulgencio Yegros, Pedro Juan Caballero y Vicente Ignacio Iturbe conspiraban contra el gobernador Bernardo de Velasco para marchar sobre Asunción el 25 de mayo, primer aniversario de la revolución de Buenos Aires, y unirse a la causa de la Primera Junta, lo que obligó a los complotados a adelantar el movimiento. Por esta razón Ignacio Núñez en sus Memorias lo llamaría Abogado Judas.
Pese a eso, fue uno de los que participaron en calidad de vecino del congreso general que se llevó a cabo en los salones del antiguo Cabildo de Asunción del Paraguay del 17 al 20 de junio de 1811.
Regresó a Mendoza en 1812 reanudando el ejercicio de su profesión, pero sin la voluntad o capacidad de hacerlo ya que afirmaba ser «el más mínimo de los letrados de esta brillante ciudad» y pedía a las autoridades que «se le excuse absolutamente por el futuro de prestar dictamen, regular honorarios ni otra ocupación de profesor, pues por la absoluta dimisión de papeles y libros, por lo nocivo que le es el estudio, se halla mas bien para errar que para poder ser útil, por cuya causa está negado del todo defender y tiene su estudio cerrado más de cinco años».
Adhirió ya al movimiento emancipador y en 1814 fue puesto a cargo del cuartel 1° de la ciudad de Mendoza, puesto desde el cual solicitó al gobernador Juan Florencio Terrada información sobre los alcances de la autoridad de los llamados "decuriones", institución de la que por su cargo formaba parte.
Al hacerse cargo José de San Martín] como Gobernador Intendente de Cuyo, lo nombró Administrador de Correos de Mendoza, y a mediados de enero de 1815 le encargó la organización de un servicio de correos entre Mendoza y las provincias del Norte. Vargas presentó un proyecto para establecer una línea de nuevas postas que permitiera unir Mendoza con San Juan, La Rioja y Catamarca y el 23 de febrero de 1815 se despachaba por las postas el primer correo desde San Juan a Mendoza.
Acompañó a José de San Martín a la visita que efectuó en julio de 1815 a San Juan, ante las noticias de una posible invasión realista desde Chile.
El 1 de septiembre de 1815 fue nombrado simultáneamente administrador de la Aduana de Mendoza. Desde esta última función fue designado para disponer el envío a Buenos Aires de las donaciones efectuadas por las patricias cuyanas para ser destinadas al equipamiento de la escuadra patriota.
El 14 de octubre de 1815 presentó un proyecto para extender la nueva línea de postas hasta La Rioja, el cual estuvo operatido el 20 de diciembre de ese año.
El 29 de junio de 1816, junto al auditor de guerra Bernardo de Vera y Pintado y una corta escolta, partió de Mendoza acompañando al general San Martín rumbo a Córdoba, donde se entrevistaría con el nuevo director supremo, Juan Martín de Pueyrredón.
Iniciada en 1817 la liberación de Chile tras el cruce de los Andes, Juan de la Cruz Vargas mantuvo activa correspondencia siguiendo los sucesos. El 9 de marzo informaba a Buenos Aires que «Acá estamos pendientes de las cosas de Chile. Tenemos mucha confianza en el gran San Martín y su ejército, mayor que el del enemigo; pero sabemos que éste viene con mucha arrogancia, y su fuerza, que a mejor cálculo, con las que tenía en Talcahuano y las que se le han reunido en la muy goda provincia de Concepción, no apea de 6000 combatientes. Estamos esperando el problema, por que éste va a ser el golpe que decida la suerte de la América del Sud. Cada correo de Chile interesa, lo esperamos con ansia, y nada de nuevo. Si no obran en éste y el mes entrante, comienzan las aguas, que son muy copiosas al sud de aquella costa, y tiene cerrada la campaña hasta octubre o noviembre. Lo que a mí más me puede es la falta de nuestras fuerzas navales, sin las cuales cuenta que nada se hace de provecho. San Martín está en Talca; allí hay poca fuerza nuestra; él se fue solo el 13 del pasado y dejó hacia la costa, cerca de Valparaíso, por 6000 que vemos no se mueven. Lo que me consuela es que me escriben dos cosas: primera, que San Martín sabe lo más mínimo del enemigo; la otra, que él está muy alegre, y aún se le ha salido la expresión de decir que conquistará a Lima en Chile. No me ha escrito en tres correos, es decir desde que partió para Talca.»
Detenidos Luis y Juan José Carrera en Mendoza y dispuestos planes para su evasión, Luis Carrera resolvió reemplazarlos por un golpe contra el propio gobierno de Mendoza, que se llevaría a cabo en la noche del 27 de febrero.
El gobernador fue advertido y el golpe fracasó, enardeciendo a la población contra los hermanos Carrera. Juan de la Cruz Vargas informó a José de San Martín lo sucedido: «Luzuriaga fue avisado y evitó el lance del escape, y yo le he dicho que hizo mal (...) El debió dejarlos salir, tener apostados doce hombres por allí cerca y haberlos baleado a ellos y a la guardia ganada.»
El 6 de abril, a requisitoria del cabildo de Mendoza, el gobernador Luzuriaga nombró una comisión legal compuesta por Juan de la Cruz Vargas. Miguel José Caligliana y Bernardo Monteagudo para asesorarlo acerca de las medidas a tomar. El informe, redactado por Monteagudo, aconsejó fallar inmediatamente en contra de los acusados y ejecutarlos sin consultar previa al gobierno de Buenos Aires.

En abril de 1824 estalló una revuelta contra la devaluación monetaria dispuesta por el gobernador Pedro Molina y Sotomayor. El 7 de mayo asumió el gobierno el general José Albino Gutiérrez pero pocos días más tarde estalló una revolución en la cual estaba involucrado Juan de la Cruz Vargas. Gutiérrez sofocó el movimiento y desterró a Vargas y a Juan de Rosas pero el 28 de junio estalló un nuevo movimiento, esta vez apoyado por el coronel Juan Lavalle, quien asumió interinamente el gobierno provincial y organizó elecciones. La legislatura electa llevó al poder a Juan de Dios Correas.
En 1826 Vargas fue designado por la legislatura mendocina diputado ante el Congreso General Constituyente reunido en Buenos Aires, con expresas indicaciones de adherir a la forma republicana federal. No obstante dejó de lado sus instrucciones y en 1826 votó a favor de la constitución de marcado corte unitario.
El 1 de septiembre de 1827 el nuevo gobernador Manuel Dorrego lo comisionó ante las provincias de San Juan, Mendoza y San Luis, unidas por el tratado de Huanache, para promover su colaboración en la guerra contra el Imperio del Brasil, obtener el encargo provisorio de las relaciones exteriores y apoyar la realización de una nueva convención nacional, esta vez en la provincia de Santa Fe.
Entre los años 1829 y 1832 fue juez de 1ª instancia y en 1831 estuvo a cargo interinamente de la Auditoría de Guerra.
También se dedicaba a la industria vitivinícola. Fuera porque se lo consideraba adherente al partido federal o se desconfiaba de sus lealtades políticas, fue uno de los vitivinicultores cuyanos afectados en sus intereses por los unitarios en las oportunidades en que controlaron la provincia. Así, Rudecindo Alvarado lo condenó a pagar $ 200 en 1829 y en 1830 fue incluido en los dos empréstitos forzosos dispuestos por José Videla Castillo, por $ 300 y $ 500.
Era miembro de la Hermandad Seglar dominica de Mendoza.